# Гонсало Фернандес де Кордова и Фернандес де Кордова
Гонсало II Фернандес де Кордова и Фернандес де Кордова (27 июля 1520, Картахена — 3 декабря 1578, Одон) — испанский аристократ, государственный и военный деятель, 3-й герцог де Сесса (1524—1578), 5-й граф де Кабра (1526—1578), 1-й герцог де Баэна (1566—1578), губернатор Миланского герцогства (1558—1560, 1563—1564).
Внук вице-короля Неаполя Гонсало Фернандеса де Кордова, «Великого Капитана», 1-го герцога де Сесса, сын его единственной выжившей дочери Эльвиры Фернандес де Кордова-и-Манрике, 2-й герцогини де Сесса, и её мужа Луиса Фернандеса де Кордова и Суньиги, 4-го графа де Кабра. Гонсало II Фернандес был обладателем нескольких испанских и итальянских герцогств и многих других менее значительных титулов, генерал-капитаном испанских войск в Италии, великим адмиралом Неаполитанского королевства и членом испанского королевского совета по делам Италии и королевского военного совета.

## Биография
Родился 27 июля 1520 года в Картахене. Единственный сын Луиса Фернандеса де Кордовы и Суньиги (ок. 1480—1526), 4-го графа де Кабра (1525—1526), и Эльвиры Фернандес де Кордовы и Манрике (ок. 1500—1524), 2-й герцогини де Сесса (1515—1524). Его мать умерла при родах в 1524 году, когда ему было четыре года, а отец скончался в Италии 17 августа 1526 года, когда ему было шесть лет. Его вольноотпущенником и другом был испанский гуманист Хуан Латино.
30 ноября 1538 году Гонсало Фернандес де Кордова женился в Вальядолиде (Испания) на Марии Сармьенто де Мендосе (1523—1589), дочери Франсиско де лос Кобоса (1477—1547), герцога де Сабиоте, и Марии де Мендосы (1508—1587), 7-й графини де Рибадавия, сестре Диего-де-лос Кобос и Уртадо де Мендоса, 1-го маркиза де Камараса. Их брак был бездетным.
Гонсало Фернандес де Кордова дважды занимал должность испанского губернатора Миланского герцогства (1558—1560, 1563—1564), был кавалером Ордена Золотого руна (1555). Сеньория де Баэна, которую он унаследовал от своего отца, было преобразовано в герцогство королём Испании Филиппом II 19 августа 1566 года, что сделало Гонсало Фернандеса де Кордову 1-м герцогом де Баэна. В 1552 году он продал свой титул 3-го герцога Андрии Фабрицио Карафа, графу Руфо.
В 1578 году 58-летний Гонсало Фернандес де Кордова скончался в Одоне, не оставив потомства. Его титулы и владения, включая герцогство Сесса, графство Кабра и герцогство Баэна, перешло к его младшей сестре, которая до этого называла себя Франсиской Фернандес де Кордова.
В 1542 году Франциска вышла замуж за Алонсо де Суньигу-и-Сотомайора (1521—1559), 4-го маркиза де Хибралеон и 6-го графа де Белалькасар. Имя Суньига принадлежало матери её мужа, Терезе де Суньига (? — 1565), 2-й маркизе де Аямонте, сеньоре де Лепе и Редондела, 3-й герцогине де Бехар, 4-й графине де Банарес и 2-й маркизе де Хибралеон. Её муж, «Сотомайор» из Кордовы, тоже был дворянином, но не таким богатым и влиятельным, как его жена. Опять же, унаследованное имя не обязательно всегда передавалось исключительно отцом. Франсиска тоже умерла бездетной в 1597 году, и её герцогские титулы перешли к её племяннику, сыну её сестры Беатрис, Антонио Фернандес де Кордова-и-Кардона, 5-му герцогу де Сесса (1550—1606).